# Pension (Unterkunft)

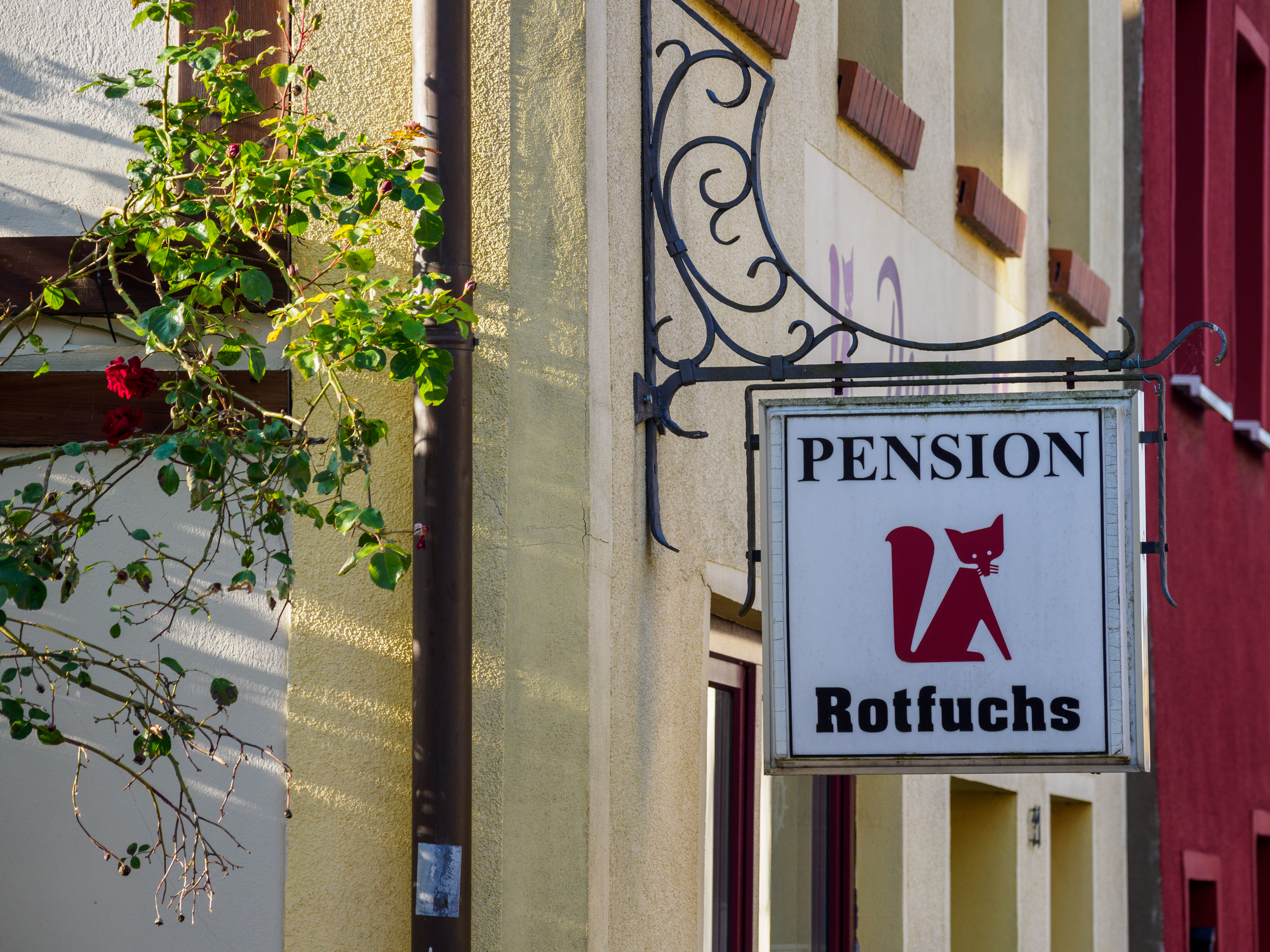

Eine Pension, manchmal auch Fremdenzimmer genannt, ist ein Beherbergungsbetrieb, der eine Unterkunft mit (im Vergleich zu Hotels) eingeschränkten Dienstleistungen bereitstellt.

## Definition
Die in der amtlichen Statistik genutzte Klassifikation der Wirtschaftszweige WZ 2008 definiert Pensionen als

„… die meist kurzzeitige (tage- oder wochenweise) Beherbergung von Gästen. Sie umfasst die Unterbringung in jedermann zugänglichen möblierten Unterkünften wie Gästezimmern. Die hier eingeordneten Einheiten bieten tägliches Bettenmachen und Reinigen der Zimmer an und geben Speisen und Getränke nur an Hausgäste ab.“

## Charakteristika
Pensionen werden sowohl von privaten Zimmervermietern als auch von Hotelgesellschaften betrieben, vor allem in Tourismusregionen. Eine Pension ist in der Regel ein Haus mit mehreren Gästezimmern mit einfacher Ausstattung. Sie unterscheidet sich von einem Hotel in der Regel dadurch, dass weniger oder zeitlich stark eingeschränkte Dienstleistungen angeboten werden und diese nur den eigenen Übernachtungsgästen zur Verfügung stehen.
Die Rezeption in Pensionen ist – sofern vorhanden – typischerweise nicht durchgehend besetzt. Zudem gibt es oft nur Frühstück. Einige bieten auch tagsüber weitere Verpflegung als Voll- oder Halbpension zu festen Zeiten an. Pensionen sind üblicherweise preisgünstiger als Hotels und wesentlich einfacher ausgestattet. Häufig wird längerfristig (Anmietung ab etwa einer Woche) gebucht. Daher werden Pensionen oft von Touristen oder Personen genutzt, die sich aus beruflichen Gründen vorübergehend in einem bestimmten Ort aufhalten, z. B. Montagearbeiter, Vertreter oder nur für ein Semester beschäftigte Universitätsdozenten.

## Vorkommen
Im Jahr 2002 gab es in Deutschland 5.506 Pensionen mit durchschnittlich 25,4 Betten je Betrieb. Im Dezember 2011 gab es in Deutschland 5.705 Pensionen mit mehr als acht Betten, im August 2020 waren dies 5.127 Pensionen.

## Klassifizierung
Der Deutsche Hotel- und Gaststättenverband klassifiziert in Kooperation mit dem Deutschen Tourismusverband (DTV) Pensionen im Rahmen der »Deutschen Klassifizierung für Gästehäuser, Gasthöfe und Pensionen« (»G-Klassifizierung«).